# MRCL3
MRCL3‏ (Myosin regulatory light chain 12A) هوَ بروتين يُشَفر بواسطة جين MRCL3 في الإنسان.